# Judith Rakers
Judith Rakers (nacida el 6 de enero de 1976 en Paderborn, Alemania Occidental) es una periodista y presentadora de televisión alemana.

## Biografía
Judith Rakers creció en la localidad de Bad Lippspringe junto a su padre soltero. Después de graduarse en el Pelizaeus-Gymnasium Paderborn, desde 1995 hasta 2001, Rakers estudió periodismo y comunicación, filología alemana, e historia moderna y contemporánea en la Universidad de Münster. En paralelo, trabajó como presentadora de radio en las cadenas locales de la NRW, Radio Hochstift y Antenne Münster.
De enero de 2004 al 17 de enero de 2010, Rakers presentó el programa Hamburg Journal para la cadena NDR.
Desde 2005, Rakers presenta los informativos Tagesschau de la ARD, y asimismo da las noticias en los programas Tagesthemen, Nachtmagazin y Morgenmagazin.
Rakers compagina Tagesschau con la presentación del talk-show de Radio Bremen 3 nach 9.
En 2011 presentó el Festival de la Canción de Eurovisión 2011 en  Düsseldorf junto a Stefan Raab y Anke Engelke.